# بيارن غران
بيارن غران (بالنرويجية البوكمول: Bjarne Gran)‏ هو صحفي نرويجي، ولد في 23 فبراير 1918، وتوفي في 14 ديسمبر 1992.